# Waldemar Nods
Waldemar Hugh Nods (Paramaribo, 1 september 1908 – Lübeckerbocht, 3 mei 1945) was een Nederlands-Surinaamse student, die in Den Haag ging studeren. Nods is bekend geworden door de film Sonny Boy, een biografie over zijn leven en dat van zijn vrouw, Rika van der Lans en het gelijknamige boek. 

## Biografie
Nods werd geboren op de Jodenbreestraat in Paramaribo, als zoon van Jacobus Theodor Gerhard Nods en Eugenie Eleonore Elder. Op zijn twintigste ging Nods naar Nederland om in Den Haag te studeren. Hij ging wonen bij Rika van der Lans en haar vier kinderen. 
In 1929 kregen ze een kind, dat ze Waldy noemden. Ze kochten samen een pension. In 1937 trouwden Nods en Van der Lans.

### Tweede Wereldoorlog
Tijdens de oorlog boden Van der Lans en Nods onderdak aan Joodse onderduikers. In 1944 werden ze verraden, opgepakt en afgevoerd naar Kamp Vught. Hier moesten zij werk verrichten voor de Duitsers. Beiden werden vanuit Vught getransporteerd naar een ander kamp in Duitsland. Nods werd afgevoerd naar kamp Neuengamme, Van der Lans werd afgevoerd naar kamp Ravensbrück. Hier overleed zij tijdens een dysenterie-epidemie in het kamp.
Op 3 mei 1945 werd het gehele kamp Neuengamme ontruimd. De gevangenen moesten per boot, de Cap Arcona, naar het noorden via de Lübeckerbocht. De geallieerden bombardeerde het schip. Nods sprong van het schip af, en zwom naar de kust. Nadat hij op het strand aankwam werd hij door de SS neergeschoten.
Hij overleed op het strand in de Lübeckerbocht, op 3 mei 1945, twee dagen voor de gehele bevrijding van Nederland.
Waldemar Nods sr. was 36 jaar toen hij overleed.

## Eerbetoon
- Zijn naam staat vermeld op de Erelijst van Gevallenen 1940-1945.[4]
- Zijn naam staat vermeld op het Digitaal Monument Neuengamme.[5]